# Will Grigsby
Will Grigsby (* 19. März 1970 in Saint Paul, USA) ist ein ehemaliger US-amerikanischer Boxer im Halbfliegengewicht. 

## Profikarriere
Im Jahre 1988 begann er erfolgreich seine Profikarriere. Am 18. Dezember 1998 boxte er gegen Ratanapol Sor Vorapin um den Weltmeistertitel des Verbandes IBF und siegte nach Punkten. Diesen Gürtel verlor er allerdings bereits in seiner zweiten Titelverteidigung im Oktober des darauffolgenden Jahres an Ricardo López.
Am 14. Mai 2005 eroberte er diesen Titel erneut, als er José Victor Burgos einstimmig nach Punkten schlug. Diesen Titel verlor er im darauffolgenden Jahr gegen Ulises Solis nach Punkten.
Im Jahre 2007 beendete er seine Karriere.